# اتحاد ليسوتو لكرة القدم
تأسس اتحاد ليسوتو لكرة القدم في عام 1932م وانضم إلى الإتحاد الدولي لكرة القدم في 1964م وإنضم إلى الاتحاد الأفريقي لكرة القدم في 1964م.